# 최순하
최순하(1955년 1월 15일~)는 롯데 자이언츠에서 뛰었던 전 야구선수다. 등번호는 26번이었다. 1982년 롯데에 입단하여 백업 포수로 출전했으며, 1시즌 37경기 82타수 17안타 타율 0.207을 기록하고 은퇴했다.

## 출신 학교
- 부경고등학교
- 동아대학교

## 같이 보기
- 1982년 롯데 자이언츠 시즌